# Campionati del mondo di atletica leggera 1987 - Getto del peso maschile
La gara del getto del peso maschile dei Campionati del mondo di atletica leggera 1987 si è svolta il 29 agosto.

## Podio
| Pos.    | Atleta            | Nazionalità | Prestazione |
| ------- | ----------------- | ----------- | ----------- |
| Oro     | Werner Günthör    | Svizzera    | 22,23 m     |
| Argento | Alessandro Andrei | Italia      | 21,88 m     |
| Bronzo  | John Brenner      | Stati Uniti | 21,75 m     |

## Situazione pre-gara

### Record
Prima di questa competizione, il record del mondo (RM) e il record dei campionati (RC) erano i seguenti:
| Record                | Prestazione | Atleta                   | Data                              | Competizione  |
| --------------------- | ----------- | ------------------------ | --------------------------------- | ------------- |
| Record mondiale       | 22,91 m     | Alessandro Andrei Italia | 12 agosto 1987 Viareggio, Italia  |               |
| Record dei campionati | 21,39 m     | Edward Sarul Polonia     | 7 agosto 1983 Helsinki, Finlandia | Mondiali 1983 |

### Campioni in carica
I campioni in carica a livello olimpico e mondiale erano:
| Campione | Atleta                   | Prestazione | Data                                    | Competizione         |
| -------- | ------------------------ | ----------- | --------------------------------------- | -------------------- |
| Olimpico | Alessandro Andrei Italia | 21,26 m     | 11 agosto 1984 Los Angeles, Stati Uniti | Giochi olimpici 1984 |
| Mondiale | Edward Sarul Polonia     | 21,39 m     | 7 agosto 1983 Helsinki, Finlandia       | Mondiali 1983        |

### La stagione
Prima di questa gara, gli atleti con le migliori tre prestazioni dell'anno erano:
| Pos. | Atleta                   | Prestazione | Data                               |
| ---- | ------------------------ | ----------- | ---------------------------------- |
| 1    | Alessandro Andrei Italia | 22,91 m     | 12 agosto 1987 Viareggio, Italia   |
| 2    | John Brenner Stati Uniti | 22,52 m     | 26 aprile 1987 Walnut, Stati Uniti |
| 3    | Werner Günthör Svizzera  | 22,47 m     | 2 luglio 1987 Helsinki, Finlandia  |

## Risultati[3][4]

### Turni eliminatori
| 2Gruppi | 29 agosto | 21 iscritti    | Si qualificano alla finale chi supera i 20,40 m (Q) o si trova almeno tra i primi 12. |
| Finale  | 29 agosto | 12 concorrenti |                                                                                       |

### Qualificazioni
Sabato 29 agosto 1987
| Pos. | Atleta               | Nazione          | Misura  | Note |
| ---- | -------------------- | ---------------- | ------- | ---- |
| 1    | Alessandro Andrei    | Italia           | 21,57 m | Q    |
| 2    | Ulf Timmermann       | Germania Est     | 21,11 m | Q    |
| 3    | Vyacheslav Lykho     | Unione Sovietica | 20,99 m | Q    |
| 4    | Werner Günthör       | Svizzera         | 20,66 m | Q    |
| 5    | Helmut Krieger       | Polonia          | 19,73 m | q    |
| 6    | Karsten Stolz        | Germania Ovest   | 19,69 m | q    |
| 7    | Gregg Tafralis       | Stati Uniti      | 19,62 m |      |
| 8    | Georgi Todorov       | Bulgaria         | 19,43 m |      |
| 9    | Ron Backes           | Stati Uniti      | 19,34 m |      |
| 10   | Dimitrios Koutsoukis | Grecia           | 19,05 m |      |
| 11   | Jan Sagedal          | Norvegia         | dns     |      |

| Pos. | Atleta            | Nazione          | Misura  | Note |
| ---- | ----------------- | ---------------- | ------- | ---- |
| 1    | Udo Beyer         | Germania Est     | 20,95 m | Q    |
| 2    | John Brenner      | Stati Uniti      | 20,28 m | q    |
| 3    | Remigius Machura  | Cecoslovacchia   | 20,27 m | q    |
| 4    | Klaus Bodenmüller | Austria          | 19,96 m | q    |
| 5    | Sergey Gavryushin | Unione Sovietica | 19,96 m | q    |
| 6    | Gert Weil         | Cile             | 19,76 m | q    |
| 7    | Udo Gelhausen     | Germania Ovest   | 19,10 m |      |
| 8    | Janne Ronkainen   | Finlandia        | 18,36 m |      |
| 9    | Lars Sundin       | Svezia           | 17,25 m |      |
| 10   | Arne Pedersen     | Norvegia         | dns     |      |

### Finale
Sabato 29 agosto 1987
| Pos | Atleta            | Nazionalità      | 1ª prova | 2ª prova | 3ª prova | 4ª prova | 5ª prova | 6ª prova | Risultato | Note                  |
| --- | ----------------- | ---------------- | -------- | -------- | -------- | -------- | -------- | -------- | --------- | --------------------- |
|     | Werner Günthör    | Svizzera         | 21,63 m  | 21,19 m  | 20,88 m  | 22,12 m  | 20,67 m  | 22,23 m  | 22,23 m   | Record dei campionati |
|     | Alessandro Andrei | Italia           | 21,12 m  | x        | 21,17 m  | x        | 21,88 m  | 21,76 m  | 21,88 m   |                       |
|     | John Brenner      | Stati Uniti      | x        | 21,75 m  | 21,14 m  | x        | 19,91 m  | 21,18 m  | 21,75 m   |                       |
| 4   | Remigius Machura  | Cecoslovacchia   | 21,15 m  | x        | 21,39 m  | x        | x        | 21,25 m  | 21,39 m   |                       |
| 5   | Ulf Timmermann    | Germania Est     | 20,80 m  | 21,22 m  | 21,28 m  | 21,35 m  | x        | 21,05 m  | 21,35 m   |                       |
| 6   | Udo Beyer         | Germania Est     | 21,13 m  | x        | x        | 21,02 m  | x        | 20,39 m  | 21,13 m   |                       |
| 7   | Klaus Bodenmüller | Austria          | 19,30 m  | 20,41 m  | x        | 18,74 m  | x        | 19,52 m  | 20,41 m   |                       |
| 8   | Sergey Gavryushin | Unione Sovietica | 19,99 m  | 19,83 m  | x        | x        | 20,15 m  | x        | 20,15 m   |                       |
| 9   | Vyacheslav Lykho  | Unione Sovietica |          |          |          |          |          |          | 19,98 m   |                       |
| 10  | Gert Weil         | Cile             |          |          |          |          |          |          | 19,71 m   |                       |
| 11  | Karsten Stolz     | Germania Ovest   |          |          |          |          |          |          | 19,22 m   |                       |
| 12  | Helmut Krieger    | Polonia          |          |          |          |          |          |          | 19,15 m   |                       |